# Andrzej Zwoliński
Andrzej Zwoliński (ur. 18 marca 1957 w Radwanowicach) – polski duchowny rzymskokatolicki, profesor nauk teologicznych, kapłan diecezji krakowskiej, socjolog, teolog i sektolog.
Kierownik Katedry Katolickiej Nauki Społecznej w Uniwersytecie Papieskim Jana Pawła II w Krakowie.
Doktorat z socjologii uzyskał w Katolickim Uniwersytecie Lubelskim. Habilitował się w Papieskiej Akademii Teologicznej w Krakowie (obecny UPJPII) z nauk teologicznych. Jest profesorem zwyczajnym Wydziału Nauk Społecznych UPJPII.
Jeden z polskich teologów zajmujących się współczesnymi zjawiskami społecznymi, popularyzator nauczania społecznego Kościoła katolickiego.
Autor ponad 100 dzieł z zakresu teologii i socjologii, sektologii, historii idei, katolickiej nauki społecznej, etyki życia gospodarczego, manipulacji społecznych i religioznawstwa.
W 1976 roku wstąpił do Wyższego Seminarium Duchownego w Krakowie. Święcenia kapłańskie przyjął w roku 1982 z rąk kardynała Franciszka Macharskiego. Wraz z posługą kapłańską kontynuował pracę naukową, specjalizując się w nauce społecznej Kościoła.
W okresie PRL organizował rekolekcje historyczne dla młodzieży oraz Tygodnie Kultury Chrześcijańskiej w Rabce-Zdroju.

## Publikacje
- Wojna o pracę. Wyzwania współczesnego rynku pracy, Wydawnictwo PETRUS, Kraków 2017.
- Bajka jak Miłość, Wydawnictwo PETRUS, Kraków 2016.
- Kobieta silna płeć, Wydawnictwo PETRUS, Kraków 2016.
- Przed modlitwą z papieżem, Wydawnictwo PETRUS, Kraków 2015.
- Papieskie drogi młodości, Wydawnictwo PETRUS, Kraków 2015.
- Tato, gdzie jesteś?, Wydawnictwo PETRUS, Kraków 2015.
- Cyberseks, Wydawnictwo PETRUS, Kraków 2014.
- Leksykon terapii alternatywnych, Wydawnictwo M, Kraków 2013.
- Historie ludzkich wędrówek, Wydawnictwo PETRUS, Kraków 2013.
- W sieci hazardu, Wydawnictwo PETRUS, Kraków 2011.
- Dylematy demokracji. Wydawnictwo WAM, 2010. Brak numerów stron w książce
- Przeciw duchowi. Wydawnictwo WAM, 2010. Brak numerów stron w książce
- Biedy Afryki, Wydawnictwo PETRUS, Kraków 2009.
- 100 x Polska. Ludzie, miejsca, zdarzenia. Wydawnictwo Sióstr Loretanek, 2009. Brak numerów stron w książce
- Encyklopedia końca świata, Wydawnictwo PETRUS, Kraków 2009.
- Sekty w internecie. Salwator, 2008. Brak numerów stron w książce
- Kontakty ze zmarłymi i wędrówki dusz czyśćcowych. Kraków: Wydawnictwo PETRUS, 2008. Brak numerów stron w książce (2013, wyd. II, tamże)
- Lenistwo. Polwen, 2008. Brak numerów stron w książce
- Astrologia, wróżby, jasnowidzenie i wywoływanie duchów, Wydawnictwo PETRUS, Kraków 2008.
- Reinkarnacja i wędrówka dusz. Kraków: Wydawnictwo PETRUS, 2008. Brak numerów stron w książce
- Gniew. Polskie Wydawnictwo Encyklopedyczne, 2008. Brak numerów stron w książce
- Nieumiarkowanie Siedem grzechów głównych. Polwen, 2008. Brak numerów stron w książce
- Siedem grzechów głównych. Nieczystość. Polwen, 2008. Brak numerów stron w książce
- Reklama i jej reguły. By wybrać w sposób wolny.... Wydawnictwo Św. Stanisława BM, 2008. Brak numerów stron w książce
- Spotkałem ich w drodze. Prawdziwe historie zwykłych ludzi. eSPe, 2008. Brak numerów stron w książce
- Wielkie religie wschodu, Wydawnictwo PETRUS, Kraków 2008.
- Bajki nie bajki pomagają żyć. eSPe, 2007. Brak numerów stron w książce
- Satanizm. Polwen, 2007. Brak numerów stron w książce
- Scjentologia. Wydawnictwo WAM, 2007. Brak numerów stron w książce
- Wywoływanie duchów. Polskie Wydawnictwo Encyklopedyczne, 2007. Brak numerów stron w książce
- Duchy Afryki. Wydawnictwo WAM, 2007. Brak numerów stron w książce
- Sztuka rozmawiania. Słowa dobra i dyskusje bez sensu. Wydawnictwo Św. Stanisława BM, 2006. Brak numerów stron w książce
- Reality TV. Wydawnictwo Św. Stanisława BM, 2006. Brak numerów stron w książce
- Jedzenie w relacjach społecznych. Wydawnictwo WAM, 2006. Brak numerów stron w książce
- Seksualność w relacjach społecznych. Wydawnictwo WAM, 2006. Brak numerów stron w książce
- Jan Paweł II. Encyklopedia nauczania Społecznego. Polskie Wydawnictwo Encyklopedyczne, 2005. Brak numerów stron w książce
- Wprowadzenie do rozważań o narodzie. WAM, 2005. Brak numerów stron w książce
- Obraz w relacjach społecznych. Wydawnictwo WAM, 2004. Brak numerów stron w książce
- Dźwięk w relacjach społecznych. Wydawnictwo WAM, 2004. Brak numerów stron w książce
- Słowo w relacjach społecznych. Wydawnictwo WAM, 2003. Brak numerów stron w książce
- Encyklopedia nauczania społecznego Jana Pawła II. Polwen, 2003. Brak numerów stron w książce
- Wojna. Wybrane zagadnienia. Wydawnictwo WAM, 2003. Brak numerów stron w książce
- Reduty polskie. Polwen, 2002. Brak numerów stron w książce
- W litanijnym śpiewie. Wydawnictwo Sióstr Loretanek, 1998. Brak numerów stron w książce